# 동가리역
동가리역(董家里驛)은 조선민주주의인민공화국 강원도 고산군에 위치한 강원선의 역이다.

## 연혁
- 일자 불명: 영업 개시